# Špania Dolina

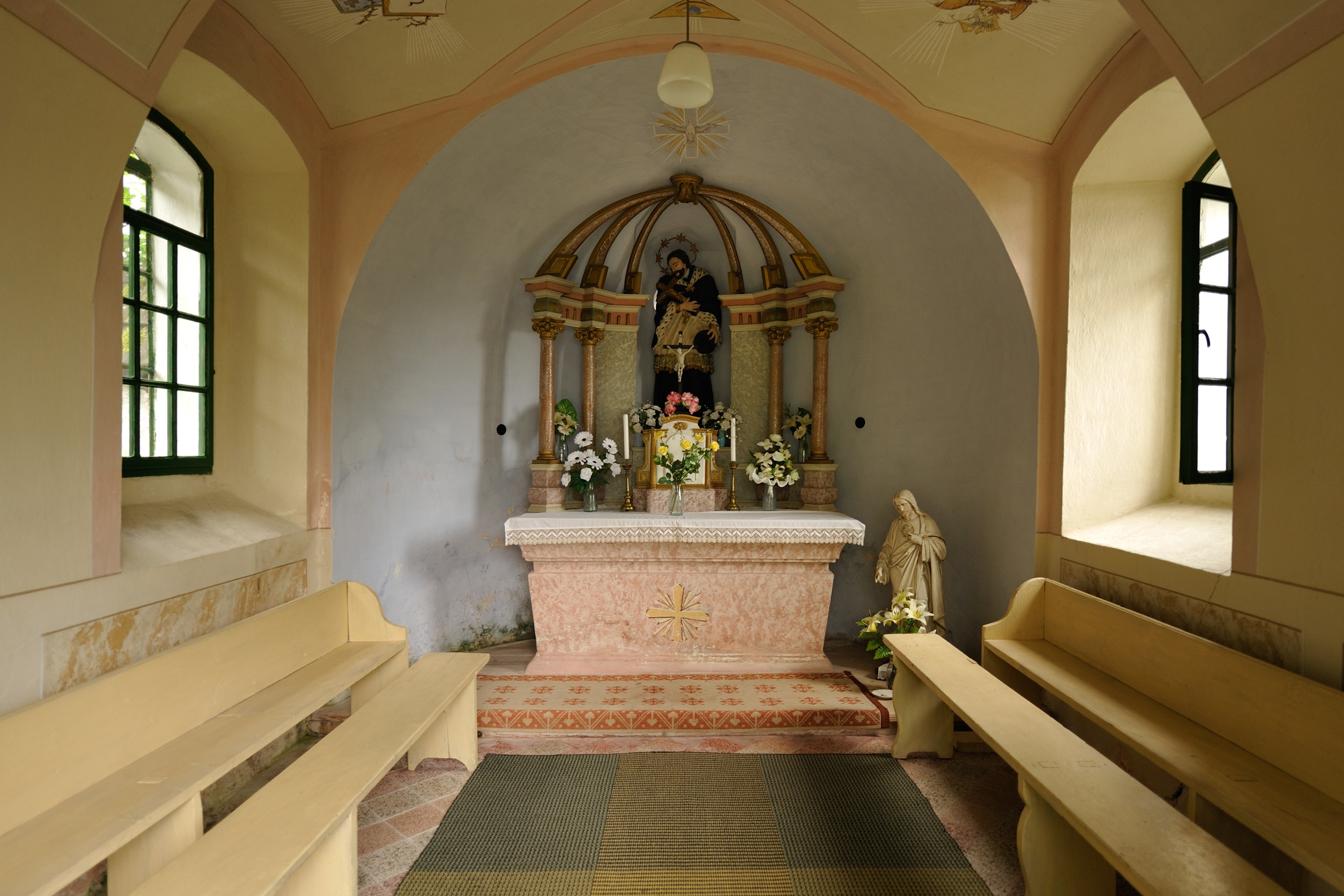
Die kleine Nepomuk-Kapelle im mährischen Herrengrund

Špania Dolina (bis 1927 slowakisch auch „Baňa“; deutsch Herrengrund, ungarisch Úrvölgy – bis 1882 Urvölgy) ist eine Gemeinde in der Mittelslowakei.

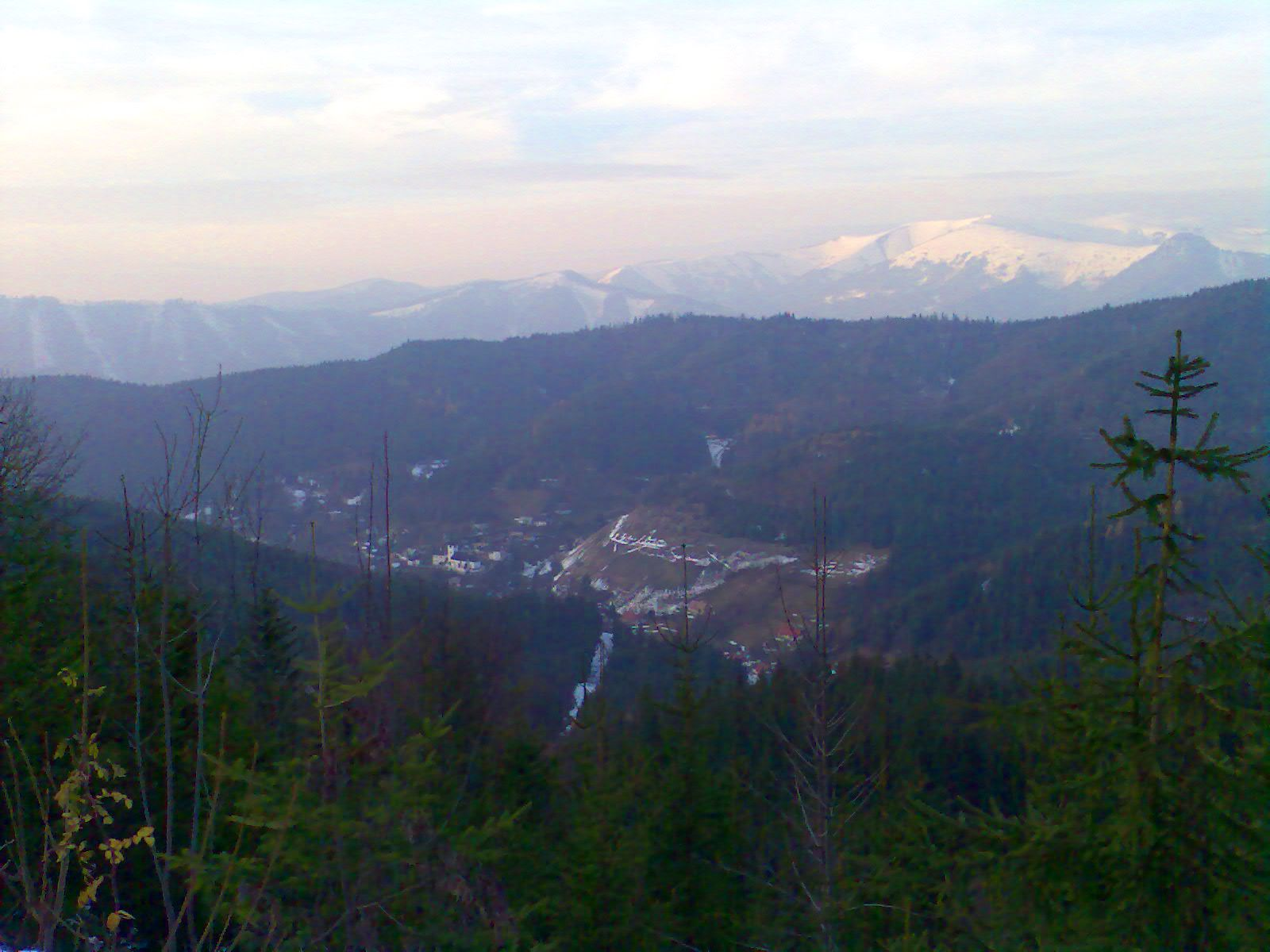
Blick auf den Ort vom Berg Panský diel (1100 m)

Sie ist hoch in den Bergen etwas abseits der Verkehrswege nördlich der Stadt Banská Bystrica (deutsch Neusohl) gelegen und nur über eine teils sehr steile Bergstraße zu erreichen.
Der Ort wurde 1263 zum ersten Mal schriftlich als Montana erwähnt. Zu ihm gehört der 1808 eingemeindete Ort Piesky (deutsch Sandberg).
Die seit dem 13. Jahrhundert bekannte Bergbausiedlung gehörte lange Zeit zum Bereich des „Kupfernen Neusohl“. Ende des 15. Jahrhunderts kam sie in den Besitz der Thurzo-Fuggerischen Bergbaugesellschaft, ab der Mitte des 16. Jahrhunderts bis 1888 wurde sie von der Wiener Bergbaukammer verwaltet. Schon zu Beginn des 17. Jahrhunderts aber zeichnete sich die Unrentabilität des Bergbaus ab und die Einwohner fanden im Spitzenklöppeln und der Herstellung von Kupfergefäßen andere Verdienstmöglichkeiten.

## Kultur
Herrengrunder Kupfergefäße wurden von der ersten Hälfte des 17. Jahrhunderts bis in die ersten Jahrzehnte des 19. Jahrhunderts in Heimarbeit in der Herrengrunder Gegend oder professioneller in Neusohl gefertigt. Die Produktion umfasste insbesondere Becher, aber auch Schalen, Dosen und Pokale und andere Gegenstände. Unter den Bechern ist die verbreitetste Form der halbkugelförmige, auch als Bergmannsbecher oder Stehaufbecher bezeichnete sogenannte Tummler, dessen Name sich von dem Verb taumeln ableitet. Siehe auch: Tümmler (Glas)

## Bevölkerung
| Jahr                | 1994 | 2004     | 2014    | 2024     |
| ------------------- | ---- | -------- | ------- | -------- |
| Anzahl der Personen | 121  | 182      | 197     | 234      |
| Unterschied         |      | +50,41 % | +8,24 % | +18,78 % |

| Jahr                | 2023 | 2024    |
| ------------------- | ---- | ------- |
| Anzahl der Personen | 228  | 234     |
| Unterschied         |      | +2,63 % |